# Dasypogon luctuosus
Dasypogon luctuosus är en tvåvingeart som beskrevs av Macquart 1838. Dasypogon luctuosus ingår i släktet Dasypogon och familjen rovflugor. Inga underarter finns listade i Catalogue of Life.